# Ōe no Chisato
Ōe no Chisato (大江千里) est un poète et lettré japonais de la première moitié de l'époque de Heian. Son nom est mentionné dans les listes d'anthologie  Chūko Sanjūrokkasen et Ogura Hyakunin Isshu.
Son père est Ōe no Otondo, ses oncles Ariwara no Narihira et Ariwara no Yukihira et son frère Ōe no Chifuru.
Il étudie le confucianisme et la poésie chinoise. Il participe à un utaawase (concours de waka) durant le règne de l'empereur Uda et dédie une collection de poèmes personnels appelée Ōe no Chisato-shū (大江千里集) en 894 au fils de l'empereur. 
Son waka a une profonde influence sur le confucianisme et le style de poésie chinoise également connu sous le nom Hakushimonshū (白氏 文集). Dix de ses poèmes sont inclus dans l'anthologie impériale Kokin Wakashū.

## Source
- Peter McMillan (2008) One hundred poets, one poem each: a translation of the Ogura Hyakunin Isshu. New York: Columbia University Press.  (ISBN 9780231143981)